# I Am Groot
I Am Groot är en amerikansk serie kortfilmer från 2022, skapad av Ryan Little. Serien är baserad på Marvel Comics seriefigur Groot och producerad av Marvel Studios.
Första säsongen hade premiär den 10 augusti 2022 på streamingtjänsten Disney+ och består av fem kortare avsnitt. En andra säsong med fem nya kortfilmer hade premiär den 6 september 2023.

## Handling
Varje kortfilm följer Baby Groot när han växer upp i galaxen och ger sig ut på äventyr med nya och ovanliga karaktärer som får honom i trubbel.

## Rollista
- Vin Diesel – Baby Groot
- Bradley Cooper – Rocket
- Jeffrey Wright – The Watcher